# Mändjala
Mändjala is een plaats in de Estlandse gemeente Saaremaa, provincie Saaremaa. De plaats heeft de status van dorp (Estisch: küla) en telt 193 inwoners (2021).
Tot in december 2014 behoorde Mändjala tot de gemeente Kaarma, tot in oktober 2017 tot de gemeente Lääne-Saare en sindsdien tot de fusiegemeente Saaremaa.
De plaats ligt aan de zuidkust van het eiland Saaremaa en heeft een zandstrand van ca. 7 km lengte, dat doorloopt tot bij Järve. In de duinen groeit een dennenbos.

## Geschiedenis
Mändjala werd voor het eerst genoemd in 1645 onder de naam Mende Ninna Larets als boerderij op het landgoed Kaarma-Suuremõisa (Duits: Karmel-Großenhof). Pas rond 1900 werd de plaats genoemd als dorp.